# Orden de la Fidelidad (Baden)

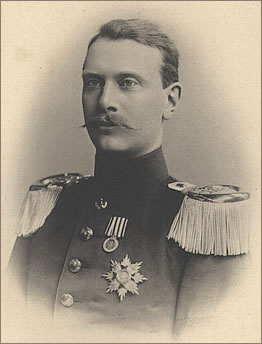
El Gran Duque Federico II de Baden con la estrella de la orden.

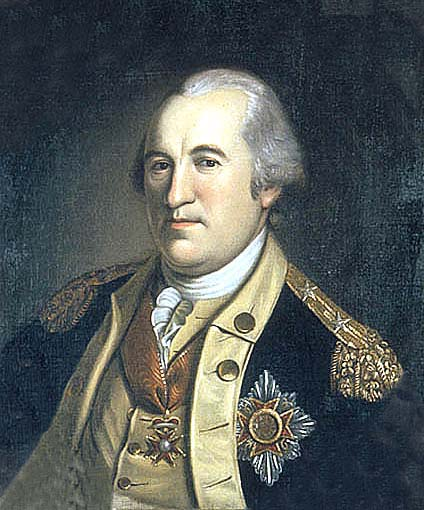
Friedrich Wilhelm von Steuben (1730-1794) llevando la orden.

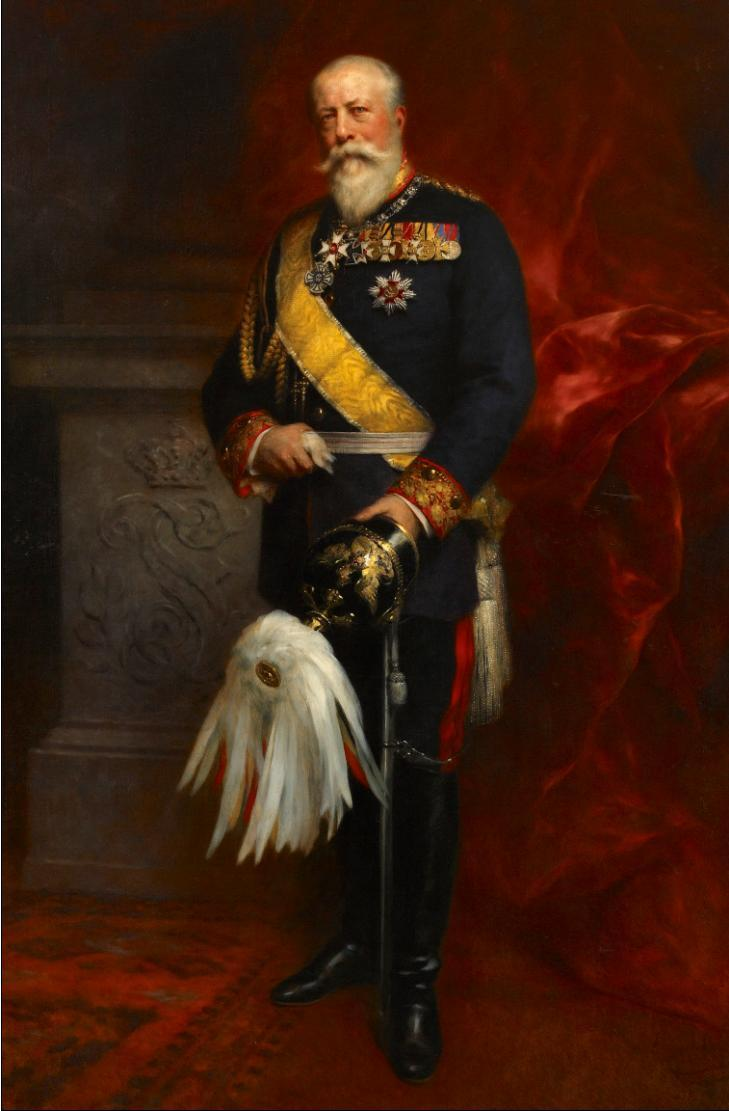
El Gran Duque Federico I de Baden en 1900, con el fajín de la orden y la estrella.

La Orden de la Fidelidad (en alemán: Hausorden der Treue) es una orden dinástica del Margraviato de Baden. Fue establecida por el Margrave Carlos III Guillermo de Baden-Durlach como reconocimiento al mérito y para marcar la colocación de la primera piedra de su residencia en el Palacio de Karlsruhe. Como era costumbre en ese tiempo, fue llamada originalmente en francés como la Ordre de la Fidélité, antes de ser renombrada como la Orden der Treue y finalmente en 1840 como la Hausorden der Treue. Su lema era Fidelitas (Latín por "Fidelidad"), que también es parte del escudo de armas de Karlsruhe.

## Historia
La orden fue fundada en el lugar de construcción del Palacio de Karlsruhe el 17 de junio de 1715, y más tarde ese mismo día, fue puesta la primera piedra del palacio —esta fue también la fecha de fundación de la ciudad de Karlsruhe—. En los primeros años de la ciudad hasta alrededor de 1732, las calles principales de la ciudad fueron nombradas según los nombres de los caballeros de la orden, a sugerencia de uno de los caballeros fundadores y uno de los obervogts o guardianes de la ciudad, Johann Christian von Günzer, quien también sugirió que Fidelitas fuera también usado en el escudo de armas de la ciudad.
El 8 de mayo de 1803, el Margrave Carlos Federico de Baden añadió la clase Comandante a la orden. Después de que Baden fuera ascendido a Gran Ducado en 1806, se convirtió en una de las órdenes más elevadas de Baden. En 1814, volvió a ser una orden de una sola clase.
A partir del 17 de enero de 1840, se convirtió en la orden más alta en Baden y renombrada Hausorden der Treue. Por un estatuto de 17 de junio de 1840, volvió a ampliarse a dos clases y reservada para príncipes de la casa gran ducal, soberanos extranjeros y estadistas con el título de "Excelencia". 
En 1902, fue añadida la Cruz de Princesa, que estaba reservada a princesas nacidas en la casa gran ducal o que habían contraído matrimonio con esta. Aun después de que fueran abolidas las monarquías en Alemania, siguió siendo entregada como orden dinástica de la Casa de Baden.

## Clases
- Gran Cruz
- Comandante
- Cruz de Princesa

## Insignia

### Estrella
Su estrella consiste en una cruz de Malta de ocho puntas con pequeñas bolas doradas en sus puntas, "C" de oro (de su fundador) en las esquinas y un lazo en suspensión unido a una corona en el brazo superior de la cruz. El escudo en el centro es dorado con esmalte blanco que muestra tres montañas verdes debajo de tres "C" de oro y el lema "FIDELITAS". La parte trasera del escudo dorado muestra las armas de Baden y una faja roja.

### Placa
Es una cruz de plata de ocho brazos, con un medallón naranja en el frente y cuadro doble "C" doradas entre los brazos de plata.

### Faja
Es naranja con una estrecha franja plateada en cada lado. Se usa sobre el hombro derecho hasta la cadera izquierda. En su lado izquierdo hay un hueco para la insignia.

## Galardonados
Cuando la Orden de la Fidelida fue reservada a soberanos extranjeros, miembros de la casa reinante y príncipes, continuó la entrega de la Orden del León de Zähringen hasta 1877. Después de esta fecha, se entregaba en primer lugar la Gran Cruz de la Orden de Bertoldo I.

### Distribución
La forma en que fue distribuida antes del fin de las monarquías alemanas (sin incluir a miembros de la casa gran ducal):
| Forma                                | Ceremonias |
| ------------------------------------ | ---------- |
| Orden en diamantes con cadena de oro | 2          |
| Orden en diamantes                   | 4          |
| Estrella en diamantes                | 4          |
| Gran Cruz                            | 414        |
| Comandante con Estrella              | 18         |
| Comandante                           | 6          |
| Decoración de Princesa               | 8          |

Los siguientes recibieron la orden en diamantes:
| Año  | Galardonados                                          | Forma                  |
| ---- | ----------------------------------------------------- | ---------------------- |
| 1815 | Klemens Fürst von Metternich                          | Estrella               |
| 1818 | Wilhelm Ludwig Leopold Reinhard Freiherr von Berstett | Cruz                   |
| 1863 | Alexander Michailowitsch Gortschakow                  | Cruz                   |
| 1863 | Wladimir Fjodorowitsch Adlerberg                      | Cruz                   |
| 1871 | Otto von Bismarck                                     | Cruz con cadena de oro |
| 1896 | Adolf von Holzing-Berstett                            | Estrella               |
| 1902 | Adolf von Holzing-Berstett                            | Cruz con cadena de oro |
| 1902 | Wilhelm Pleikard Ludwig von Gemmingen                 | Estrella               |
| 1902 | Wilhelm August von Edelsheim                          | Estrella               |
| 1907 | Max von Bock und Polach                               | Estrella               |